# Tuur Rommens
Tuur Rommens (Turnhout, 26 maart 2003) is een Belgisch voetballer. Hij staat anno 2022 onder contract bij de Belgische club KRC Genk.

## Carrière
Rommens ruilde op negenjarige leeftijd de jeugdopleiding van KVC Westerlo voor die van KRC Genk. In de seizoenen 2019/20 en 2021/22 vertegenwoordigde hij de club in de UEFA Youth League. In februari 2020 ondertekende hij zijn eerste profcontract bij Genk, dat hem tot medio 2022 aan de club verbond. Dit contract werd eind april 2021 opengebroken tot medio 2024.
Op 27 oktober 2021 maakte Rommens zijn officiële debuut in het eerste elftal van Genk: in de bekerwedstrijd tegen Sint-Eloois-Winkel Sport (0-6-winst) mocht hij tijdens de rust invallen voor Gerardo Arteaga. Op 17 december 2021 maakte hij  zijn debuut in de Eerste klasse A, hij mocht in diep in de toegevoegde tijd invallen voor de geblesseerde Simen Juklerød.

## Clubstatistieken
| Seizoen         | Club            | Land            | Competitie      | Competitie | Competitie | Beker | Beker | Supercup | Supercup | Europees | Europees | Totaal | Totaal |
| Seizoen         | Club            | Land            | Competitie      | Wed.       | Dlp.       | Wed.  | Dlp.  | Wed.     | Dlp.     | Wed.     | Dlp.     | Wed.   | Dlp.   |
| --------------- | --------------- | --------------- | --------------- | ---------- | ---------- | ----- | ----- | -------- | -------- | -------- | -------- | ------ | ------ |
| 2021/22         | KRC Genk        | Vlag van België | Eerste klasse A | 1          | 0          | 1     | 0     | 0        | 0        | 0        | 0        | 2      | 0      |
| 2022/23         | KRC Genk        | Vlag van België | Eerste klasse A | 0          | 0          | 0     | 0     | 0        | 0        | 0        | 0        | 0      | 0      |
| 2023/24         | KVC Westerlo    | Vlag van België | Eerste klasse A | 6          | 1          | 0     | 0     | 0        | 0        | 0        | 0        | 6      | 1      |
| Carrière totaal | Carrière totaal | Carrière totaal | Carrière totaal | 7          | 0          | 1     | 0     | 0        | 0        | 0        | 0        | 8      | 0      |

Bijgewerkt op 5 mei 2022.